# Patrik Patkull
Patrik Patkull, född 21 januari 1629, död 22 september 1686 i Näsby församling, Jönköpings län, var en svensk militär. 

## Biografi

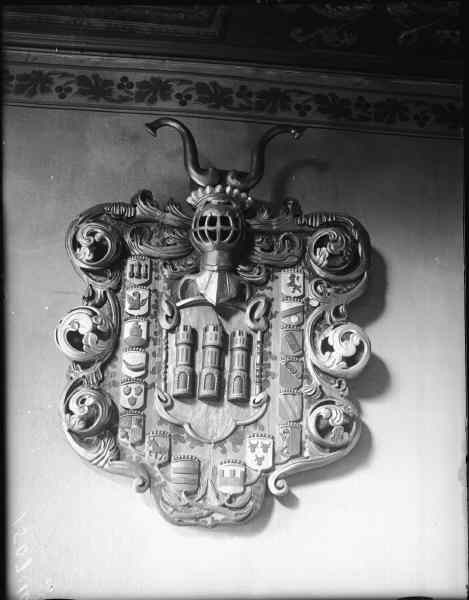
Patrik Patkulls begravningsvapen i Näsby kyrka.

Patrik Patkull föddes 1629. Han var son till överstelöjtnanten Göran Patkull i Jönköpings regemente och Verklaes. Patkull blev kornett vid Östgöta kavalleriregemente 1643, kaptenlöjtnant där 1646, ryttmästare 1655, major 2 december 1659, överstelöjtnant 6 mars 1667 och överste för regementet 22 juli 1675. Han beviljades avsked 1677. Patkull fick 26 mars 1677 för sina trogna och tappra tjänster behålla överstelönen för livstiden. Han avled 1686 på Flishult i Näsby socken och begravdes 12 juni 1687 i Näsby kyrka, där hans vapen uppsattes.
Patrik Patkulls namn står bland andras på Säby kyrkas största klocka.

### Egendom
Han skrev sig till Askeryds herrgård i Askeryds socken, till Flishult i Näsby socken och Åbonäs i Säby socken.

### Familj
Patkull var gift med Estrid Silfversparre, dotter till Nils Persson Silfversparre och Christina Stolpe. De fick tillsammans barnen Anna Maria Patkull (död 1720) som var gift med ryttmästaren Erik Silfverhielm, Christina Patkull som var gift med kaptenen Arvid Eketrä och Maria Elisabet Patkull som var gift med majoren Herman Oldekop.